# Sea World

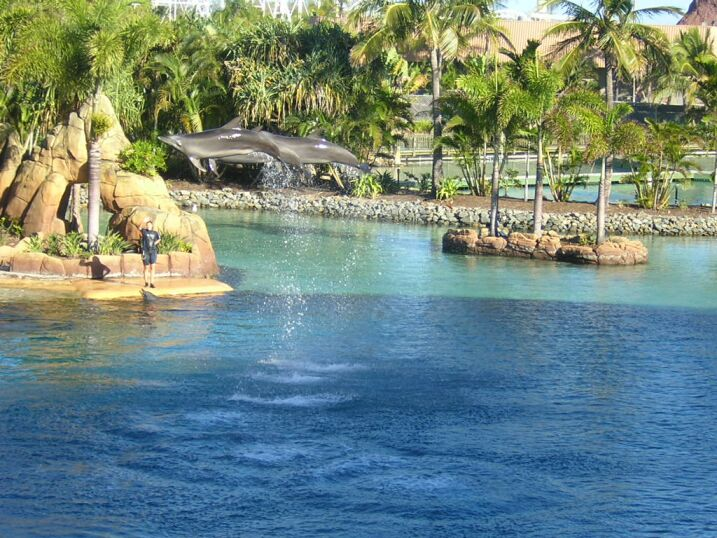
Ukázka z představení delfínů

Sea World (anglicky znamená Mořský svět) je zábavní park v Queenslandu v Austrálii, který se zaměřuje na savce žijící ve vodě. Kromě zábavy se také snaží zvířatům pomáhat péčí o zraněná, nemocná či osiřelá zvířata odchycená ve volné přírodě.
Park byl založen Keithem Williamsem v roce 1958, současné jméno má od roku 1972.
Jádrem parku jsou akvária, kde jsou k vidění tučňáci (konkrétně australští tučňáci nejmenší), delfíni nebo žraloci
(konkrétně tygří a bělaví). Delfíni a lachtani jsou navíc cvičeni, takže mohou divákům předvádět cirkusové kousky. V současnosti (2006) jsou v parku i tři lední medvědi.
Kromě vodních atrakcí jsou zde i běžnější atrakce, například kolotoč a tobogány, ve výstavbě je horská dráha. Krátce zde bylo i obří kolo, ale svoji výškou přesahovalo limit povolený místními předpisy a muselo být odstraněno.
Natáčela se zde většina podvodních scén ze seriálu H2O: Stačí přidat vodu.